# Szałobolino
Szałobolino (ros. Шалоболино) – wieś (sieło) w Rosji, w Kraju Krasnojarskim, w rejonie kuragińskim. W 2010 liczyła 768 mieszkańców.